# 1794 في المملكة المتحدة
فيما يلي قوائم الأحداث التي وقعت خلال عام 1794 في المملكة المتحدة.

## سياسة

### تعيين في المنصب
- 11 يوليو – دوق بورتلاند وزير الدولة للشؤون الداخلية [الإنجليزية]‏.

## كتب
من الكتب التي صدرت هذه السنة في المملكة المتحدة:
- 1 يناير – كالب ويليامز من تأليف ويليام غودوين.

## مواليد

### مارس
- 17 مارس – توماس ماكلير عالم فلك جنوب أفريقي.

## وفيات

### يناير
- 16 يناير – إدوارد جيبون (مواليد 1737)

### أبريل
- 27 أبريل – جيمس بروس (مواليد 1730) مستكشف بريطاني.
- 27 أبريل – وليم جونز (مواليد 1746)

### أكتوبر
- 25 أكتوبر – فرانسيس لايت (مواليد 1740)

### نوفمبر
- 15 نوفمبر – جون ويذرسبون (مواليد 1723) سياسي أمريكي.